# Цариградско шосе (София)
Вижте пояснителната страница за други значения на Цариградско шосе.
Цариградско шосе е най-дългият булевард в София и България. Името му е свързано с някогашния Цариградски път, основен път по направлението София – Пловдив – Истанбул (Цариград). Дължината на булеварда е 11 km.
Разположен в източната част на столицата, той е основна входно-изходна артерия, през която преминава голяма част от входящия и изходящия автомобилен поток към Южна и Югоизточна България. Започва от Орлов мост като продължение на булевард Цар Освободител в центъра на града и завършва при Околовръстния път, след което преминава в автомагистрала „Тракия“. В участъка между Орлов мост и отклонението за квартал Горубляне позволената скорост за движение е до 80 km/h.

## История
Пътят е част от историческата Виа Милитарис, като в миналото е бил известен като Цариградски път (друм), а в рамките на София и като бул. „В. И. Ленин“ и бул. „Тракия“.

## Описание
По пътя си от северозапад на югоизток булевардът пресича следните улици и булеварди (по кръстовище);
- чрез надлез: бул. „Пейо Яворов“ и бул. „Михай Еминеску“ (при ж.к. „Яворов“;

- чрез надлез: ул. „Незабравка“ и ул. „Александър Жендов“ (при Министерството на външните работи);

- чрез надлез над Площада на авиацията: бул. „Г. М. Димитров“ и бул. „Асен Йорданов“ (при ж.к. „Мусагеница“);

- чрез надлез: бул. „Александър Малинов“ и булевардите „Христофор Колумб“ и Брюксел (при ж.к. „Младост-1“ и пътят към летището през ж.к. „Дружба-1“);

- чрез подлез: бул. „Копенхаген“(непосредствено след „Интер Експо Център“)[кв. Дружба-2] и ул. „Инж.Георги Белов“ [кв. Горубляне]

- чрез регулирано кръстовище: ул. „Павел Красов“ и ул. „Димитър Пешев“ при кв. Горубляне и ж.к. „Дружба-2“;

- чрез подлез: Околовръстен път.

„Цариградско шосе“ е единственият софийски булевард, който по цялото си протежение минава безконфликтно с естакади над всички булеварди и улици, които го пресичат. Поради тази причина по трасето няма никакви светофари по целия булевард от Орлов мост до началото на автомагистрала „Тракия“ с изключение на кръстовището с ул. „Димитър Пешев“ и ул. „Павел Красов“ до ж.к. „Дружба-2“, което единствено се регулира от светофари, защото е последният кръстопът преди Околовръстния път и края на столицата.
По локалното платно край булеварда от страната на „Младост“ от Площада на авиацията до кръстовището 7-и километър има светофари на кръстовищата с ул. „Димитър Моллов“ (за МБАЛ „Св. Анна“) и с ул. „Йерусалим“.
В периода 2009 – 2012 г. поради изграждането на продължението на Първи метродиаметър на Софийското метро към Летище София в източната му част при „Интер Експо Център“ заедно с Метростанция Цариградско шосе е изграден и буферен подземен паркинг за 1300 автомобила.

## По-важни обекти
- „Полиграфия офис център“ (бивш Полиграфически комбинат „Димитър Благоев“) – № 47;
- Българска телеграфна агенция (БТА) – № 49;
- Министерство на външните работи (МВнР) – от страната с нечетни номера;
- Централа на Централната кооперативна банка (бивш хотел „Плиска“) – № 87;
- ИПК „Родина“ АД – № 113А; (съборена на 26.04.2020 г.)
- Строителен хипермаркет „Мосю Бриколаж“ – № 115;
- Mega Park (с „Дъ Мол“) – от страната с нечетни номера;
- „УниКредит Лизинг България“ – № 40;
- Хотел „Метрополитън“ – № 64;
- Институт по електроника (БАН) – № 72;
- Институт по физика на твърдото тяло „Академик Георги Наджаков“ (БАН) – № 72;
- Сграда на „Цариградско шосе“ № 99;
- Бизнес център „ИЗОТ“ – № 133;
- Книжарски магазин „Office 1 Superstore“ – № 139;
- Интер експо и конгресен център – № 147;
- Хипермаркет „Метро-1“ – от страната с четни номера;
- Хипермаркет за бяла и черна техника „Техномаркет“ – № 92;
- Бизнес център „Капитал Форт“ – небостъргач, офис сграда клас А, от страната с четни номера;
- „София Аутлет Център“ – от страната с четни номера;
- Шоурум на „Тойота“ – № 163;
- Строителен хипермаркет „Практикер“ – № 323;
- Парк-музей „Врана“.

От южната страна на началото на булеварда, от Орлов мост до ул. „Александър Жендов“, се простира Борисовата градина – най-големият парк в столицата. От северната страна на булеварда преди изхода на София е разположен парк-музей „Врана“ (с бившия летен царски дворец).

## Градски транспорт
Поради стратегическото си разположение „Цариградско шосе“ е сред булевардите, по които минават най-много линии на масовия градски транспорт:
- автобусни линии: N1, 1, 3, 5, 6, 76, 84, 184, 204, 213, 280, 304, 305, X50, 604;
- тролейбусни линии: 3, 4, 5, 11.

Булевардът е свързан със станции на Софийското метро:
- СУ „Св. Климент Охридски“ (чрез траволатор) – при Орлов мост, от 7 септември 2009 г.;
- „Интер Експо Център – Цариградско шосе“ – при „Интер експо и конгресен център“, от 25 април 2012 г.

## Галерия
- „Цариградско шосе“ при 7-и километър
- Бизнес център „Дъ Мол Мегапарк“
- „Джонсън Контролс Електроникс България“
- Административни сгради на „Цариградско шосе“ № 99 и № 101
- При „Интер експо и конгресен център“
- Трафик на Цариградско шосе